# Polyglot
En polyglot (gr. πολύγλωττος: poluglōttos, “'mange-tunget, polyglot'”; fra πολύς: polus, “mange” + γλῶττα: glōtta, “'tunge, sprog'”) er en bog, som indeholder samme skrift på flere forskellige sprog. Betegnelsen bruges som regel kun om bibeludgaver af Det Gamle Testamente og Det Ny Testamente skrevet i deres originale sprog sammen med en eller flere oversættelser. Ifølge Salmonsens Konversationsleksikon er den ældste og bedst kendte polyglot Complutenserpolyglotten fra begyndelsen af 1500-tallet. Leksikonet nævner også Antwerpenerpolyglotten (1569-72), Pariserpolyglotten (1629-45) og Londonerpolyglotten (1654-57), som leksikonet kalder "særlig værdifuld", samt Stier og Theiles polyglot, der udkom 1846-55.